# 鈴木みのり (声優)
鈴木 みのり（すずき みのり、1997年10月1日 - ）は、日本の女性声優、歌手。
愛知県出身。青二プロダクション所属。

## 略歴
小さいころから芝居や歌が好きで、小学校高学年のころに「声優になれば自分のやりたいことが全部できる」と憧れを抱くようになる。高校時代に声優養成学校に通いレッスンを受けつつ、2014年末の「マクロスシリーズ」の新作テレビアニメの新歌姫・声優オーディション に応募。応募者約8,000人の中から合格し、2016年4月にテレビアニメ『マクロスΔ』のフレイア・ヴィオン役で芸能活動を開始。作中の音楽ユニット「ワルキューレ」名義での音楽活動も行う。
2018年1月24日、シングル「FEELING AROUND」をリリースしてソロデビュー。同年5月21日にオフィシャルファンクラブ「みのり隊」をオープン。
2021年、第15回声優アワードで「ワルキューレ」として歌唱賞を受賞。同年12月、演劇『MOTHERLAND』で初舞台に立つ。
2023年にはアニメ『ポケットモンスター』シリーズの新作で、ダブル主人公のひとりであるリコを演じる。同年9月30日をもって、デビュー時から所属していたe-stone musicを退所し、10月1日から青二プロダクションに移籍した。

## 人物
好きな人物には坂本真綾、中島愛、やなぎなぎを挙げている。坂本については中学校の文化祭で「誓い」をカヴァーで弾き語ってから大ファンになり、ファンクラブに入会したうえでCDを全部揃えている。デビュー後はフライングドッグの所属となったことから、坂本が書いた歌詞を歌いたいという希望が実現した。上記の3人のほかに星野源やサカナクション、Galileo Galilei、青葉市子、北川勝利、吉澤嘉代子の楽曲も好んでいる。
好きな漫画には津田雅美原作の『彼氏彼女の事情』 を挙げている。「人生の教科書」として愛読しており、理想の男性像は同作品に登場する「有馬総一郎」。他に好きな漫画家には今日マチ子、CLAMP、小川麻衣子を挙げている。
最初に好きになったアニメは、6歳の頃に観た『マーメイドメロディー ぴちぴちピッチ』。また、声優を目指す前は『ちゃお』の漫画家や、ドールハウス職人になりたいと思っていた。
学生時代は陸上部に所属しており、今でもランニングやジムでの筋トレを習慣としているため、人一倍ある体力が声優や歌手としての活動に活かされている。
好きな食べ物はカツ丼。特に母親の作ったカツ丼が好物。
好きな色は「青」。好きな花は「紫陽花」。
デビュー作の『マクロスΔ』で共演している西田望見や瀬戸麻沙美、石川界人と仲が良い。『アイドルマスターシンデレラガールズ』のライブで共演した同世代の女性声優たちとも親しくなり、公私とも刺激をもらっている。声優・歌手関連では中野さいまや近藤玲奈、井上ほの花、田辺留依、石見舞菜香、森下来奈、亜咲花らと交友がある。亜咲花とは同じ愛知県出身の同郷という共通点があり、互いのデビュー前に名古屋市内のイベント会場でニアミスしていたこともあったという。

## 出演
太字はメインキャラクター。

### テレビアニメ
2016年
- マクロスΔ（フレイア・ヴィオン）
- デジモンユニバース アプリモンスターズ（2016年 - 2017年、亜衣の友達、女子高生、湯河原まほ、観客）

2017年
- 月がきれい（女子2、後輩女子1、女子部員、スタッフ、クラスメイト）
- キラキラ☆プリキュアアラモード（2017年 - 2018年、男の子）
- 王様ゲーム The Animation（平野奈美）
- アイドルマスター シンデレラガールズ劇場（2017年 - 2019年、藤原肇） - 3シリーズ

2018年
- カードキャプターさくら クリアカード編（詩之本秋穂）
- グランクレスト戦記（エマ）
- あまんちゅ!〜あどばんす〜（女性、女の子、客、女子、生徒）
- かくりよの宿飯（戒、明）
- ちおちゃんの通学路（篠塚桃）
- とある魔術の禁書目録III（フロリス）

2019年
- 胡蝶綺 〜若き信長〜（生駒吉乃）

2020年
- SHOW BY ROCK!! シリーズ（2020年 - 2021年、ういうい） - 2シリーズ
- 本好きの下剋上 司書になるためには手段を選んでいられません（2020年 - 2022年、ロジーナ） - 2シリーズ

2021年
- マギアレコード 魔法少女まどか☆マギカ外伝 2nd SEASON -覚醒前夜-（万年桜のウワサ）
- ポケットモンスター (2019)（レジーナ）

2022年
- 錆喰いビスコ（太田）
- ぷちセカ（東雲絵名）
- であいもん（堀河美弦）
- 勇者、辞めます（ディアネット）
- 黒の召喚士（セラ）
- アストロロロジー おかしな12星座占い（めーたん）

2023年
- シュガーアップル・フェアリーテイル（ベンジャミン） - 2シリーズ
- 僕のヒーローアカデミア（一般女性）
- ポケットモンスター (2023)（2023年 - 2025年、リコ）
- 好きな子がめがねを忘れた（遠山まほ）
- Helck（少年クレス）

2024年
- ひみつのアイプリ（2024年 - 2025年、花園結心、花園ゆこ） - 2シリーズ
- 義妹生活（読売栞）
- 多数欠（頼音〈小1〉）
- 青のミブロ（2024年 - 2025年、つる）
- 魔王様、リトライ!R（ミンク）

2025年
- 全修。（メメルン）
- 逃走中 グレートミッション（カルメン バンデラス）
- 誰ソ彼ホテル（彩花）
- ぐらんぶる Season 2（菜摘）

### 劇場アニメ
- 劇場版マクロスΔ 激情のワルキューレ（2018年、フレイア・ヴィオン[90]）
- サイダーのように言葉が湧き上がる（2021年、あき子）
- 劇場版マクロスΔ 絶対LIVE!!!!!!（2021年、フレイア・ヴィオン[91]、闇フレイア[92]）
- 映画かいけつゾロリ ラララ♪スターたんじょう（2022年、ローラ[93]）
- ウマ娘 プリティーダービー 新時代の扉（2024年、アグネスデジタル）
- 劇場版プロジェクトセカイ 壊れたセカイと歌えないミク（2025年、東雲絵名[94]）

### OVA
- まじもじるるも 完結編（2019年、鯨井棚子[95]） - 原作第3部コミックス第9巻OAD付限定版

### Webアニメ
- 生放送アニメ 直感×アルゴリズム♪（2017年 - 2019年、キリン[96]） - 2シリーズ[一覧 6]
- アイドルマスター シンデレラガールズ劇場（2017年 - 2021年、藤原肇[50]） - 2シリーズ[一覧 7]
- CINDERELLA GIRLS 10th Anniversary Celebration Animation ETERNITY MEMORIES（2022年、藤原肇）
- うまゆる（2022年 - 2023年、アグネスデジタル）
- Journey to Bloom（2023年、東雲絵名、女生徒）
- PLUTO（2023年、ウラン[97]）

### ゲーム
2016年
- クイズRPG 魔法使いと黒猫のウィズ（2016年 - 2018年、フレイア・ヴィオン、詩之本秋穂）
- マクロスΔスクランブル（フレイア・ヴィオン）

2017年
- ニューダンガンロンパV3 みんなのコロシアイ新学期（夜長アンジー）
- アンジュ・ヴィエルジュ 〜ガールズバトル〜（フレイア・ヴィオン）
- 歌マクロス スマホDeカルチャー（2017年 - 2021年、フレイア・ヴィオン）
- 艦隊これくしょん -艦これ-（2017年 - 2022年、天霧、狭霧）
- アイドルマスター シンデレラガールズ（2018年 - 2024年、藤原肇） - 3作品
- IS 〈インフィニット・ストラトス〉 アーキタイプ・ブレイカー（オニール・コメット）
- アズールレーン（コメット、クレセント）
- ブレイジングオデッセイ（タフリール）

2018年
- ウチの姫さまがいちばんカワイイ（貴神 リセ、詩之本秋穂）
- 異世界勇者の殺人遊戯《デスゲーム》（かのん）
- かんぱに☆ガールズ（ハーマイニア・ブレア、オデット・ブランジェ）
- ドラジェネ -聖戦の絆-（ナタク）
- ときめきアイドル（月島美奈都）
- ミリ姫大戦〜RELOAD〜（プリムラ・クライネフ、コロバノフ）
- グランクレスト戦記　戦乱の四重奏（エマ）
- グランクレスト戦記（エマ）
- メイプルストーリー（アリカ）
- プレカトゥスの天秤（ヒマリ）
- アビス・ホライズン（ル・テリブル、モーリー、ハボクック）
- マギアレコード 魔法少女まどか☆マギカ外伝（2018年 - 2022年、万年桜のウワサ）

2019年
- ダークリベリオン（ケルベロス、ファフニール）
- グリムエコーズ（アリス）
- Guns of Soul2（アン、ヴァルキリー）
- とある魔術の禁書目録 幻想収束（フロリス）
- 不思議の幻想郷 -ロータスラビリンス-（鬼人正邪）
- ちょいと召喚! モンスターバスケット（かぐや姫、クレオパトラ）
- カードキャプターさくら ハピネスメモリーズ（詩之本秋穂）
- SEVEN's CODE（セブンスコード）（コニ、ウルカ）
- ボーダーレイン（ホウリン）
- にじいろLive（若葉）

2020年
- アークナイツ（ソラ）
- グランブルーファンタジー（2020年 - 2022年、ヤチマ）
- SHOW BY ROCK!! Fes A Live（ういうい）
- ガールフレンド（仮）（月隈林子）
- 絵師神の絆（メルモ）
- スナイパイ71（らむね）
- 蒼藍の誓い ブルーオース（大井、比叡）
- プロジェクトセカイ カラフルステージ! feat. 初音ミク（2020年 - 2024年、東雲絵名）
- サクラ革命 〜華咲く乙女たち〜（美瑛ななこ）
- 幻想牢獄のカレイドスコープ（田丸火凛）

2021年
- メダロットS（ヒサキ）
- ウマ娘 プリティーダービー（2021年 - 2024年、アグネスデジタル）
- WAR OF THE VISIONS ファイナルファンタジー ブレイブエクスヴィアス 幻影戦争（アリム）
- モンスターハンターライズ（プレイヤーボイス タイプ１３）
- 東方ダンマクカグラ（高麗野あうん）
- 共闘ことばRPG コトダマン（2021年 - 2022年、ウィナス、エンタイコウ、ンディア、ヤンデローズ、フレイア・ヴィオン）

2022年
- プリンセスコネクト！Re:Dive（2022年 - 2024年、リリ / TYPE-R・アルゲア / 徳川莉々）
- オーバーナイトティ（ゆんな・ピーチティ）

2024年
- 崩壊3rd（セナディア）
- マクロス -Shooting Insight-（フレイア・ヴィオン）
- 勝利の女神:NIKKE（クレイ）
- ハツリバーブ（ロキ）
- カルドアンシェル（ラピス・ウェッジウッド）
- 鳴潮（灯灯）
- エタクロニクル:Re（クロセル）
- ドラゴンクエストIII そして伝説へ…（HD-2D版）（キャラメイクボイス〈ひたむき〉、レイアムランドの巫女）

2025年
- 東方LostWord（純狐、八雲紫、日白残無）
- レッドベルの慟哭（二コラ・カーライル）
- グルーヴコースター フューチャーパフォーマーズ（鬼塚乱）
- ヴァレット／VARLET（有坂或花）

### ラジオ
※はインターネット配信。
- マクロスΔ ゴリゴリラジオしちゃるかんねっ!（2016年、文化放送・マクロスポータルサイト※）[164]
- 鈴木みのりと笑顔満タンで！（2018年 - 2023年、超!A&G+※）[165]
- 25時、ナイトラジオで。（2020年 - 2023年、YouTube※）
- 私花。らじお！〜sprout〜（2023年 - 、音泉※）

### インターネットテレビ
- マクロスがとまらない（2017年 -、SHOWROOM 隔週木曜日22時）[166]
- みのりほのかれいなの立派な役者にしてください。（2018年 - 2021年、ニコニコ生放送 月1回の不定期配信）[167]
- フライングドッグ10周年記念番組〜みんな、集まれ、10周年！〜（2019年 、LINE LIVE 月1回の不定期配信）[168]
- グッスマTV!sideA（2020年 - 2021年、YouTube）[169]
- 声優 縁かうんと（2021年 - 、ニコニコ生放送 毎月第1・第3水曜日21時）[170]
- 結木梢と鈴木みのりの目指せ！和菓子職人（2022年、YouTube）[171]
- みのりダイアリー（2024年 - 、ニコニコ生放送）[172]
- 佐藤日向と鈴木みのりのひなりんご （2025年5月19日 -、OPENREC.tv）[173]

### CM
- dアニメストア - （2016年4月 - 6月）
- 月刊ComicREX - （2016年4月 - 8月、一迅社）
- 月刊少年シリウス - （2016年4月 - 、講談社）
- マクロスΔスクランブル - （2016年7月 - 、バンダイナムコエンターテインメント）
- 発表!全マクロス大投票 - フレイア・ヴィオン（2019年4月6日、NHK総合）
- 劇場版プロジェクトセカイ 壊れたセカイと歌えないミク キャンペーン（2025年1月9日 - 14日、ローソンCSほっとステーション[174]）

### 舞台
- リーディングステージ『法廷の王様』（2020年8月28日 - 31日、ニッショーホール） - 霧島花蓮 役[175]
- 朗読劇『stage』（2021年4月11日、ライブ配信（ニコニコ「READPIA」チャンネル））[176]
- DisGOONie Presents Vol.10 舞台「MOTHERLAND」（2021年12月3日 - 12日、明治座/2021年12月18 - 19日、森ノ宮ピロティホール） - 春霖 役[177]

### パチスロ・パチンコ
- PフィーバーマクロスΔ（2019年、フレイア・ヴィオン）
- スナイパイ71（2020年、らむね）
- パチスロ マクロスデルタ（2021年、フレイア・ヴィオン）

### ASMR
- 同棲彼女～配信者彼女のラブラブ耳かき&マッサージ～（2024年）

### その他コンテンツ
- 戦うパン屋と機械じかけの看板娘（2018年、オーディオブック）レベッカ・シャルラハート[178]
- オンラインの羊たち（2019年、ボイスコミック）若松絵莉果[179]
- 義妹生活（2021年、PVおよびASMR（第2巻と第3巻の初回限定版特典））読売栞[180][181]
- プロジェクトセカイ カラフルステージ! feat. 初音ミク ボイスドラマ（2021年 - 2022年、東雲絵名） - 2作品[一覧 9]
- 聴くanime『グッバイ宣言』（2022年、七瀬レナ[182]）
- プロジェクトセカイ カラフルステージ! feat. 初音ミク セカイシンフォニー Sekai Symphony 2022 Live Blu-ray（2022年）[183]
- Chinozo楽曲ノベライズ第４弾『TAMAYA』PV（2023年、ナレーション[184]）
- 異世界で姉に名前を奪われました（2023年、コミックス2巻特典ボイスコミック）一花[185]
- メディアミックスプロジェクト『コードジェム』（2023年 - 、千彩[186]）
- ボートレース津『新プロジェクト』（2024年、アイラ[187]）
- ポケモンとどこいく!?（2025年 - 、リコ）
- ピザハット ショートアニメ「ふわっと春ドラ 告白編・人事異動編」（2025年）

## ディスコグラフィ

### シングル
|        | 発売日         | タイトル             | 規格品番                  | 規格品番              | 規格品番   | オリコン 最高位 | 収録アルバム    |
| 初回盤 | 発売日         | タイトル             | 通常盤                    | アニメ盤              |            | オリコン 最高位 | 収録アルバム    |
| ------ | -------------- | -------------------- | ------------------------- | --------------------- | ---------- | --------------- | --------------- |
| 1st    | 2018年1月24日  | FEELING AROUND       | VTZL-142                  | VTCL-35267            |            | 21位            | 見る前に飛べ！  |
| 2nd    | 2018年5月9日   | Crosswalk/リワインド |                           | VTCL-35271 VTCL-35272 | 14位       |                 | 見る前に飛べ！  |
| 3rd    | 2019年8月7日   | ダメハダメ           | VTCL-35306                | 27位                  | 上ミノ     |                 |                 |
| 4th    | 2020年2月12日  | 夜空                 | VTZL-166 (A) VTZL-167 (B) | VTCL-35311            | 上ミノ     | 19位            |                 |
| 5th    | 2021年11月10日 | サイハテ             | VTZL-191                  | VTCL-35331            | VTCL-35332 | 22位            | fruitful spring |
| 6th    | 2022年6月1日   | BROKEN IDENTITY      | VTZL-201 (A) VTZL-202 (B) | VTCL-35346            |            | 18位            | fruitful spring |
| 7th    | 2023年1月25日  | ミュージカル         | VTZL-222                  | VTCL-35351            |            | 31位            | 未定            |

### アルバム
|        | 発売日         | タイトル        | 規格品番 | 規格品番   | オリコン 最高位 |
| 初回盤 | 発売日         | タイトル        | 通常盤   |            | オリコン 最高位 |
| ------ | -------------- | --------------- | -------- | ---------- | --------------- |
| 1st    | 2018年12月19日 | 見る前に飛べ！  | VTZL-151 | VTCL-60477 | 23位            |
| 2nd    | 2020年8月26日  | 上ミノ          | VTZL-175 | VTCL-60531 | 30位            |
| 3rd    | 2023年1月25日  | fruitful spring | VTZL-221 | VTCL-60568 | 23位            |

### 配信楽曲
| 配信開始日   | タイトル             | 規格品番    | 収録アルバム    |
| ------------ | -------------------- | ----------- | --------------- |
| 2020年6月3日 | エフェメラをあつめて | VE3WA-18757 | 上ミノ          |
| 2022年8月7日 | Wherever             | VE3WA-19804 | fruitful spring |
| 2022年9月4日 | Wherever remix       | VE3WA-19805 | アルバム未収録  |

### タイアップ曲
| 楽曲                 | タイアップ                                                                                       | 時期   |
| -------------------- | ------------------------------------------------------------------------------------------------ | ------ |
| FEELING AROUND       | テレビアニメ『ラーメン大好き小泉さん』オープニングテーマ                                         | 2018年 |
| Crosswalk            | テレビアニメ『あまんちゅ！〜あどばんす〜』オープニングテーマ                                     | 2018年 |
| リワインド           | テレビアニメ『カードキャプターさくら クリアカード編』エンディングテーマ                          | 2018年 |
| ヘンなことがしたい！ | TOKYO MX『アニ☆ステ』 2018年12月エンディングテーマ                                               | 2018年 |
| ダメハダメ           | テレビアニメ『手品先輩』エンディングテーマ                                                       | 2019年 |
| 夜空                 | テレビアニメ『恋する小惑星』エンディングテーマ                                                   | 2020年 |
| エフェメラをあつめて | テレビアニメ『本好きの下剋上 司書になるためには手段を選んでいられません』第2部エンディングテーマ | 2020年 |
| サイハテ             | テレビアニメ『海賊王女』エンディングテーマ                                                       | 2021年 |
| BROKEN IDENTITY      | テレビアニメ『勇者、辞めます』オープニングテーマ                                                 | 2022年 |
| Wherever             | テレビアニメ『黒の召喚士』エンディングテーマ                                                     | 2022年 |
| ミュージカル         | テレビアニメ『シュガーアップル・フェアリーテイル』オープニングテーマ                             | 2023年 |

### 歌手参加楽曲
| 発売日        | 商品名              | 歌 | 楽曲                           | 備考                                                         |
| ------------- | ------------------- | --- | ------------------------------ | ------------------------------------------------------------ |
| 2018年5月16日 | Stand by...MUSIC!!! | アイドルマスター SideM、アイドルマスター ミリオンライブ！ ミリオンスターズ、亜咲花、伊藤美来、内田彩、内田真礼、オーイシマサヨシ、GRANRODEO（KISHOW）、鈴木このみ、鈴木みのり、竹達彩奈、TRUE、fhána、悠木碧 | 「Stand by...MUSIC!!!」        | ライブイベント『Animelo Summer Live 2018 "OK!"』テーマソング |
| 2020年9月30日 | AYAKO TIMES         | 石川綾子 feat. 鈴木みのり | 「Grand Escape × Sonata No.8」 | ヴァイオリニスト、石川綾子CDデビュー10周年記念アルバム       |
| 2024年6月29日 | ウタタビ            | RYTHEM feat. 鈴木みのり | 「Crosswalk」                  | RYTHEM 5thオリジナルアルバム                                 |

### キャラクターソング
| 発売日            | 商品名                                                                                                  | 歌 | 楽曲 | 備考                                                                                          |
| 2016年            | 2016年                                                                                                  | 2016年 | 2016年 | 2016年                                                                                        |
| ----------------- | --- | --- | --- | --------------------------------------------------------------------------------------------- |
| 6月22日           | 『マクロスΔ』オリジナルサウンドトラック1                                                                | フレイア（鈴木みのり）、レイナ（東山奈央）、マキナ（西田望見） | 「クラゲ音頭」 「裸喰娘娘の唄」 | テレビアニメ『マクロスΔ』挿入歌                                                               |
| 2017年            | | | |                                                                                               |
| 12月13日          | THE IDOLM@STER CINDERELLA MASTER 恋が咲く季節                                                           | 高垣楓（早見沙織）、本田未央（原紗友里）、藤原肇（鈴木みのり）、荒木比奈（田辺留依）、喜多見柚（武田羅梨沙多胡）、佐久間まゆ（牧野由依）、村上巴（花井美春）、関裕美（会沢紗弥）、緒方智絵里（大空直美） | 「恋が咲く季節」 | ゲーム『アイドルマスター シンデレラガールズ』関連曲                                           |
| 12月13日          | THE IDOLM@STER CINDERELLA MASTER 恋が咲く季節                                                           | 高垣楓（早見沙織）、本田未央（原紗友里）、藤原肇（鈴木みのり）、荒木比奈（田辺留依）、喜多見柚（武田羅梨沙多胡） | 「always」 | ゲーム『アイドルマスター シンデレラガールズ』関連曲                                           |
| 2018年            | | | |                                                                                               |
| 1月17日           | DREAMING-ING!!                                                                                          | ときめきアイドル project | 「DREAMING-ING!!」 「トキメキ☆ミライ」 | ゲーム『ときめきアイドル』関連曲                                                              |
| 1月17日           | DREAMING-ING!!                                                                                          | 月島美奈都（鈴木みのり） | 「DREAMING-ING!!」 | ゲーム『ときめきアイドル』関連曲                                                              |
| 3月14日           | 恋時雨                                                                                                  | ときめきアイドル project | 「恋時雨」 | ゲーム『ときめきアイドル』関連曲                                                              |
| 3月14日           | 恋時雨                                                                                                  | ときめきアイドル project | 「Jewelry days」 | ゲーム『ときめきアイドル』関連曲                                                              |
| 3月31日           | - | 藤原肇（鈴木みのり） | 「お願い！シンデレラ 」 | ゲーム『アイドルマスター シンデレラガールズ スターライトステージ』関連曲                      |
| 4月11日           | THE IDOLM@STER CINDERELLA GIRLS MASTER SEASONS SPRING!                                                  | 二宮飛鳥（青木志貴）、藤原肇（鈴木みのり）、北条加蓮（渕上舞） | 「未完成の歴史」 | ゲーム『アイドルマスター シンデレラガールズ』関連曲                                           |
| 6月13日           | 『カードキャプターさくら クリアカード編』オリジナルサウンドトラック                                     | 大道寺知世（岩男潤子）、詩之本秋穂（鈴木みのり） | 「朧月夜」 | テレビアニメ『カードキャプターさくら クリアカード編』挿入歌                                   |
| 7月11日           | カン違いSummer Days                                                                                     | ときめきアイドル project | 「カン違いSummer Days」 | ゲーム『ときめきアイドル』関連曲                                                              |
| 7月18日           | THE IDOLM@STER CINDERELLA GIRLS STARLIGHT MASTER 19 With Love                                           | 関裕美（会沢紗弥）、荒木比奈（田辺留依）、村上巴（花井美春）、藤原肇（鈴木みのり）、喜多見柚（武田羅梨沙多胡） | 「always」 | ゲーム『アイドルマスター シンデレラガールズ スターライトステージ』関連曲                      |
| 8月8日            | THE IDOLM@STER CINDERELLA GIRLS LITTLE STARS! いとしーさー♥                                             | 輿水幸子（竹達彩奈）、多田李衣菜（青木瑠璃子）、藤原肇（鈴木みのり）、水本ゆかり（藤田茜）、森久保乃々（高橋花林） | 「いとしーさー♥」 | テレビアニメ『アイドルマスター シンデレラガールズ劇場』エンディングテーマ                     |
| 8月8日            | THE IDOLM@STER CINDERELLA GIRLS LITTLE STARS! いとしーさー♥                                             | 藤原肇（鈴木みのり） | 「いとしーさー♥」 | テレビアニメ『アイドルマスター シンデレラガールズ劇場』エンディングテーマ                     |
| 9月5日            | ときめきアイドル Song Collection                                                                        | C# | 「Future Smile」 | ゲーム『ときめきアイドル』関連曲                                                              |
| 9月5日            | ときめきアイドル Song Collection                                                                        | 月島美奈都（鈴木みのり） | 「invisible rain」 「カン違いSummer Days」 | ゲーム『ときめきアイドル』関連曲                                                              |
| 11月9日           | THE IDOLM@STER CINDERELLA GIRLS 6thLIVE MERRY-GO-ROUNDOME!!! MASTER SEASONS SPRING! SOLO REMIX          | 藤原肇（鈴木みのり） | 「未完成の歴史」 | ゲーム『アイドルマスター シンデレラガールズ』関連曲                                           |
| 12月12日          | Smiling Passion                                                                                         | 月島美奈都（鈴木みのり） | 「invisible rain -Singing with the Piano-」 | ゲーム『ときめきアイドル』関連曲                                                              |
| 2019年            | | | |                                                                                               |
| 1月23日           | THE IDOLM@STER CINDERELLA GIRLS STARLIGHT MASTER 25 Happy New Yeah!                                     | 三船美優（原田彩楓）、藤原肇（鈴木みのり） | 「Nocturne 〜For SS3A Rearrange Mix〜」 | ゲーム『アイドルマスター シンデレラガールズ スターライトステージ』関連曲                      |
| 3月               | Tacitly MUSIC ALBUM                                                                                     | Kilin（鈴木みのり）、Xi（シャオ・ウー） | 「記念日 / 纪念日」 | Webアニメ『生放送アニメ 直感×アルゴリズム♪』エンディングテーマ                                |
| 3月               | Tacitly MUSIC ALBUM                                                                                     | Kilin（鈴木みのり）、Xi（シャオ・ウー） | 「ニイハオ / 你好」 「直感HIPHOP / 直觉HIPHOP」 「subroutine」 「panelworld」 「Future Rhythm #1 Special Ver.+86」                                        | Webアニメ『生放送アニメ 直感×アルゴリズム♪』挿入歌                                            |
| 3月               | Tacitly MUSIC ALBUM                                                                                     | Kilin（鈴木みのり）、Xi（シャオ・ウー） | 「Sympathy」 | Webアニメ『生放送アニメ 直感×アルゴリズム♪』オープニングテーマ                                |
| 3月               | Tacitly MUSIC ALBUM                                                                                     | Kilin（鈴木みのり、法元明菜）、Xi（岩井映美里） | 「SILLY TO MORE! Ver.+81」 | Webアニメ『生放送アニメ 直感×アルゴリズム♪』挿入歌                                            |
| 3月               | Tacitly MUSIC ALBUM                                                                                     | Kilin（鈴木みのり）、Xi（岩井映美里） | 「Future Rhythm #1 Special Ver.+81」 | Webアニメ『生放送アニメ 直感×アルゴリズム♪』挿入歌                                            |
| 6月12日           | 絆 -resonance-                                                                                          | C# | 「絆 -resonance-」 「トキメキ☆ミライ（C# Ver.）」 | ゲーム『ときめきアイドル』関連曲                                                              |
| 9月4日            | ときめきアイドル Song Collection02                                                                      | C# | 「絆 -resonance- chamber ensemble version」 | ゲーム『ときめきアイドル』関連曲                                                              |
| 10月23日          | THE IDOLM@STER CINDERELLA GIRLS STARLIGHT MASTER for the NEXT! 01 TRUE COLORS                           | 城ヶ崎美嘉（佳村はるか）、高森藍子（金子有希）、アナスタシア（上坂すみれ）、藤原肇（鈴木みのり）、乙倉悠貴（中島由貴）、黒埼ちとせ（佐倉薫）、白雪千夜（関口理咲）、久川颯（長江里加）、久川凪（立花日菜） | 「TRUE COLORS（M@STER VERSION）」 | ゲーム『アイドルマスター シンデレラガールズ スターライトステージ』関連曲                      |
| 10月23日          | THE IDOLM@STER CINDERELLA GIRLS STARLIGHT MASTER for the NEXT! 01 TRUE COLORS                           | 藤原肇（鈴木みのり） | 「TRUE COLORS（M@STER VERSION）」 | ゲーム『アイドルマスター シンデレラガールズ スターライトステージ』関連曲                      |
| 12月11日          | THE IDOLM@STER CINDERELLA GIRLS STARLIGHT MASTER 34 Sunshine See May                                    | 依田芳乃（高田憂希）、藤原肇（鈴木みのり） | 「Sunshine See May（M@STER VERSION）」 | ゲーム『アイドルマスター シンデレラガールズ スターライトステージ』関連曲                      |
| 2020年            | | | |                                                                                               |
| 1月25日           | SEVEN's CODE -Special Music Collection-                                                                 | HALZiNA | 「キミと見た夢」 | ゲーム『SEVEN's CODE』関連曲                                                                  |
| 3月4日            | Parallelism Crown/ネオンテトラの空                                                                      | REIJINGSIGNAL | 「Parallelism Crown」 「ネオンテトラの空」 | テレビアニメ『SHOW BY ROCK!! ましゅまいれっしゅ!!』挿入歌                                     |
| 3月4日            | Parallelism Crown/ネオンテトラの空                                                                      | REIJINGSIGNAL | 「VIVID」 | テレビアニメ『SHOW BY ROCK!! ましゅまいれっしゅ!!』関連曲                                     |
| 4月22日           | THE IDOLM@STER CINDERELLA MASTER 056 藤原肇                                                             | 藤原肇（鈴木みのり） | 「あらかねの器」 | ゲーム『アイドルマスター シンデレラガールズ』関連曲                                           |
| 5月20日           | SHOW BY ROCK!! ましゅまいれっしゅ!! BD・DVD第2巻&第3巻 きゃにめ特典CD                                   | ういうい（鈴木みのり） | 「Parallelism Crown」 「ネオンテトラの空」 「VIVID」 | テレビアニメ『SHOW BY ROCK!! ましゅまいれっしゅ!!』関連曲                                     |
| 7月15日           | THE IDOLM@STER CINDERELLA GIRLS STARLIGHT MASTER 40 バベル                                              | 依田芳乃（高田憂希）、藤原肇（鈴木みのり） | 「風になりたい」 | ゲーム『アイドルマスター シンデレラガールズ スターライトステージ』関連曲                      |
| 7月15日           | SHOW BY ROCK!! ましゅまいれっしゅ!! BD・DVD第5巻特典CD「完全新作スペシャルキャラクターソングCD5」       | ういうい（鈴木みのり） | 「noche blanca」 | テレビアニメ『SHOW BY ROCK!! ましゅまいれっしゅ!!』関連曲                                     |
| 9月16日           | キボウノウタ                                                                                            | C# | 「キボウノウタ」 | ゲーム『ときめきアイドル』関連曲                                                              |
| 2021年            | | | |                                                                                               |
| 2月17日           | THE IDOLM@STER CINDERELLA GIRLS Broadcast & Live Happy New Yell!!! オリジナルCD                         | 藤原肇（鈴木みのり） | 「Sunshine See May（M@STER VERSION）」 | ゲーム『アイドルマスター シンデレラガールズ スターライトステージ』関連曲                      |
| 2月17日           | TVアニメ「SHOW BY ROCK!!STARS!!」挿入歌ミニアルバム Vol.1                                               | REIJINGSIGNAL | 「ain't nobody STOP」 | テレビアニメ『SHOW BY ROCK!! STARS!!』挿入歌                                                  |
| 2月17日           | TVアニメ「SHOW BY ROCK!!STARS!!」挿入歌ミニアルバム Vol.1                                               | GoGoしんGoず！ | 「メイド in わたし♪」 | テレビアニメ『SHOW BY ROCK!! STARS!!』挿入歌                                                  |
| 3月10日           | ときめきアイドル Song Collection03                                                                      | ときめきアイドル project | 「my way, my answer」 | ゲーム『ときめきアイドル』関連曲                                                              |
| 3月10日           | ときめきアイドル Song Collection03                                                                      | 月島美奈都（鈴木みのり） | 「my way, my answer」 | ゲーム『ときめきアイドル』関連曲                                                              |
| 4月7日            | TVアニメ「SHOW BY ROCK!!STARS!!」挿入歌ミニアルバム Vol.2                                               | REIJINGSIGNAL | 「はじまりのうた」 | テレビアニメ『SHOW BY ROCK!! STARS!!』挿入歌                                                  |
| 4月21日           | SHOW BY ROCK!! BEST Vol.4                                                                               | REIJINGSIGNAL | 「人生は忙しい」 「SSG」 「ShootingStar」 | ゲーム『SHOW BY ROCK!! Fes A Live』関連曲                                                     |
| 6月16日           | SHOW BY ROCK!! STARS!! BD第3巻 きゃにめ特典CD                                                           | ういうい（鈴木みのり） | 「ain't nobody STOP」 「はじまりのうた」 | テレビアニメ『SHOW BY ROCK!! STARS!!』関連曲                                                  |
| 6月16日           | SHOW BY ROCK!! STARS!! BD第3巻 きゃにめ特典CD                                                           | ススメ（鈴木みのり） | 「メイド in わたし♪」 | テレビアニメ『SHOW BY ROCK!! STARS!!』関連曲                                                  |
| 8月4日            | 悔やむと書いてミライ/携帯恋話/ジャックポットサッドガール                                                | 25時、ナイトコードで。、初音ミク | 「悔やむと書いてミライ」 「ジャックポットサッドガール」                                                                                                   | ゲーム『プロジェクトセカイ カラフルステージ！ feat.初音ミク』関連曲                           |
| 8月4日            | 悔やむと書いてミライ/携帯恋話/ジャックポットサッドガール                                                | 25時、ナイトコードで。、初音ミク | 「携帯恋話」 | ゲーム『プロジェクトセカイ カラフルステージ！ feat.初音ミク』関連曲                           |
| 10月20日          | 劇場版マクロスΔ 絶対LIVE!!!!!! オリジナルサウンドトラック                                               | Yami_Q_ray | 「Glow in the dark」 「Diva in Abyss」 「綺麗な花には毒がある」                                                                                           | 劇場アニメ『劇場版マクロスΔ 絶対LIVE!!!!!!』挿入歌                                            |
| 10月20日          | 劇場版マクロスΔ 絶対LIVE!!!!!! オリジナルサウンドトラック                                               | フレイア（鈴木みのり） | 「りんごのうた」 | 劇場アニメ『劇場版マクロスΔ 絶対LIVE!!!!!!』挿入歌                                            |
| 10月20日          | 劇場版マクロスΔ 絶対LIVE!!!!!! オリジナルサウンドトラック                                               | ハインツ（メロディー・チューバック）、Yami_Q_ray | 「Heinz vs.Yami_Q_ray」 | 劇場アニメ『劇場版マクロスΔ 絶対LIVE!!!!!!』挿入歌                                            |
| 12月22日          | THE IDOLM@STER CINDERELLA GIRLS STARLIGHT MASTER GOLD RUSH! 14 レッド・ソール                           | 桐生つかさ（河瀬茉希）、三船美優（原田彩楓）、星輝子（松田颯水）、藤原肇（鈴木みのり） | 「レッド・ソール（M@STER VERSION）」 | ゲーム『アイドルマスター シンデレラガールズ スターライトステージ』関連曲                      |
| 12月22日          | THE IDOLM@STER CINDERELLA GIRLS STARLIGHT MASTER GOLD RUSH! 14 レッド・ソール                           | 藤原肇（鈴木みのり） | 「レッド・ソール（M@STER VERSION）」 | ゲーム『アイドルマスター シンデレラガールズ スターライトステージ』関連曲                      |
| 2022年            | | | |                                                                                               |
| 1月16日           | 『アークナイツ』2周年記念アナログレコード『同願想望』                                                   | ソラ（鈴木みのり） | 「any」 | ゲーム『アークナイツ』関連曲                                                                  |
| 1月19日           | THE IDOLM@STER CINDERELLA GIRLS 10th ANNIVERSARY M@GICAL WONDERLAND TOUR!!! CosmoStar Land オリジナルCD | 藤原肇（鈴木みのり） | 「恋が咲く季節」 「always」 | ゲーム『アイドルマスター シンデレラガールズ』関連曲                                           |
| 1月19日           | 限りなく灰色へ/アイディスマイル                                                                         | 25時、ナイトコードで。、鏡音リン | 「限りなく灰色へ」 | ゲーム『プロジェクトセカイ カラフルステージ！ feat. 初音ミク』関連曲                          |
| 1月19日           | 限りなく灰色へ/アイディスマイル                                                                         | 25時、ナイトコードで。、MEIKO | 「アイディスマイル」 | ゲーム『プロジェクトセカイ カラフルステージ！ feat. 初音ミク』関連曲                          |
| 1月28日           | I'll Be New Dawn                                                                                        | REIJINGSIGNAL | 「I'll Be New Dawn」 | ゲーム『SHOW BY ROCK!! Fes A Live』関連曲                                                     |
| 2月9日            | ウマ娘 プリティーダービー WINNING LIVE 03                                                               | アグネスデジタル（鈴木みのり）、シンコウウインディ（高田憂希）、スマートファルコン（大和田仁美）、ハルウララ（首藤志奈） | 「UNLIMITED IMPACT」 | ゲーム『ウマ娘 プリティーダービー』関連曲                                                     |
| 2月9日            | ウマ娘 プリティーダービー WINNING LIVE 03                                                               | サイレンススズカ（高野麻里佳）、タイキシャトル（大坪由佳）、アグネスデジタル（鈴木みのり）、ミホノブルボン（長谷川育美）、ライスシャワー（石見舞菜香）、アグネスタキオン（上坂すみれ）、シンコウウインディ（高田憂希）、スマートファルコン（大和田仁美）、ハルウララ（首藤志奈）、マチカネフクキタル（新田ひより）、メジロドーベル（久保田ひかり）、キングヘイロー（佐伯伊織） | 「うまぴょい伝説」 | ゲーム『ウマ娘 プリティーダービー』関連曲                                                     |
| 4月6日            | 25時、ナイトコードで。 SEKAI ALBUM vol.1                                                                | 25時、ナイトコードで。 | 「シャルル」 「ベノム」 | ゲーム『プロジェクトセカイ カラフルステージ！ feat. 初音ミク』関連曲                          |
| 4月6日            | 25時、ナイトコードで。 SEKAI ALBUM vol.1                                                                | 25時、ナイトコードで。、初音ミク | 「ハロ/ハワユ」 「とても痛い痛がりたい」 | ゲーム『プロジェクトセカイ カラフルステージ！ feat. 初音ミク』関連曲                          |
| 4月6日            | 25時、ナイトコードで。 SEKAI ALBUM vol.1                                                                | 25時、ナイトコードで。、初音ミク | 「ビターチョコデコレーション」 | ゲーム『プロジェクトセカイ カラフルステージ！ feat. 初音ミク』関連曲                          |
| 4月27日           | ウマ娘 プリティーダービー WINNING LIVE 05                                                               | アグネスデジタル（鈴木みのり）、マヤノトップガン（星谷美緒）、スマートファルコン（大和田仁美）、ニシノフラワー（河井晴菜）、ハルウララ（首藤志奈）、マーベラスサンデー（三宅麻理恵）、ナイスネイチャ（前田佳織里）、ツインターボ（花井美春） | 「RUN×RUN!」 | ゲーム『ウマ娘 プリティーダービー』関連曲                                                     |
| 4月27日           | ウマ娘 プリティーダービー WINNING LIVE 05                                                               | スペシャルウィーク（和氣あず未）、サイレンススズカ（高野麻里佳）、トウカイテイオー（Machico）、オグリキャップ（高柳知葉）、ゴールドシップ（上田瞳）、メジロマックイーン（大西沙織）、テイエムオペラオー（徳井青空）、ナリタブライアン（衣川里佳）、シンボリルドルフ（田所あずさ）、アグネスデジタル（鈴木みのり）、タマモクロス（大空直美）、マヤノトップガン（星谷美緒）、メジロライアン（土師亜文）、アドマイヤベガ（咲々木瞳）、サクラバクシンオー（三澤紗千香）、スマートファルコン（大和田仁美）、ニシノフラワー（河井晴菜）、ハルウララ（首藤志奈）、マーベラスサンデー（三宅麻理恵）、ミスターシービー（天海由梨奈）、メジロドーベル（久保田ひかり）、ナイスネイチャ（前田佳織里）、マチカネタンホイザ（遠野ひかる）、ツインターボ（花井美春）、サトノダイヤモンド（立花日菜）、キタサンブラック（矢野妃菜喜）、サクラチヨノオー（野口瑠璃子）、メジロアルダン（会沢紗弥）、ヤエノムテキ（日原あゆみ）、ナリタトップロード（中村カンナ） | 「うまぴょい伝説」 | ゲーム『ウマ娘 プリティーダービー』関連曲                                                     |
| 6月22日           | TVアニメ『であいもん』オリジナルサウンドトラック                                                        | 堀河美弦（鈴木みのり） | 「八重に咲く」 | テレビアニメ『であいもん』挿入歌                                                              |
| 9月30日           | J.U.I.C.Y                                                                                               | REIJINGSIGNAL | 「J.U.I.C.Y」 | ゲーム『SHOW BY ROCK!! Fes A Live』関連曲                                                     |
| 10月4日           | ウマ娘 プリティーダービー Solo Vocal Tracks Vol.5 －4th EVENT SPECIAL DREAMERS!! EXTRA STAGE－          | アグネスデジタル（鈴木みのり） | 「We are DREAMERS!!（Game Size）」 | ゲーム『ウマ娘 プリティーダービー』関連曲                                                     |
| 10月19日          | カナデトモスソラ/再生                                                                                   | 25時、ナイトコードで。、巡音ルカ | 「カナデトモスソラ」 | ゲーム『プロジェクトセカイ カラフルステージ！ feat. 初音ミク』関連曲                          |
| 10月19日          | カナデトモスソラ/再生                                                                                   | 25時、ナイトコードで。、鏡音リン | 「再生」 | ゲーム『プロジェクトセカイ カラフルステージ！ feat. 初音ミク』関連曲                          |
| 2023年            | | | |                                                                                               |
| 3月1日            | THE IDOLM@STER CINDERELLA MASTER Cool jewelries! 004                                                    | 松永涼（千菅春香）、三船美優（原田彩楓）、森久保乃々（高橋花林）、藤原肇（鈴木みのり）、砂塚あきら（富田美憂） | 「Starry Night」 「認めてくれなくたっていいよ」 | ゲーム『アイドルマスター シンデレラガールズ』関連曲                                           |
| 3月1日            | THE IDOLM@STER CINDERELLA MASTER Cool jewelries! 004                                                    | 藤原肇（鈴木みのり） | 「明日への手紙」 | ゲーム『アイドルマスター シンデレラガールズ』関連曲                                           |
| 3月29日           | THE IDOLM@STER CINDERELLA GIRLS STARLIGHT MASTER R/LOCK ON! 14 ささのはに、うたかたに。                 | 鷺沢文香（M・A・O）、佐城雪美（中澤ミナ）、鷹富士茄子（森下来奈）、小早川紗枝（立花理香）、藤原肇（鈴木みのり） | 「ささのはに、うたかたに。（M@STER VERSION）」 | ゲーム『アイドルマスター シンデレラガールズ スターライトステージ』関連曲                      |
| 3月29日           | THE IDOLM@STER CINDERELLA GIRLS STARLIGHT MASTER R/LOCK ON! 14 ささのはに、うたかたに。                 | 藤原肇（鈴木みのり） | 「ささのはに、うたかたに。（M@STER VERSION）」 「SHINY DAYS」                                                                                             | ゲーム『アイドルマスター シンデレラガールズ スターライトステージ』関連曲                      |
| 3月29日           | アニメ『うまゆる』アルバム                                                                              | ウオッカ（大橋彩香）、シンボリルドルフ（田所あずさ）、エアグルーヴ（青木瑠璃子）、アグネスデジタル（鈴木みのり）、タニノギムレット（松岡美里） | 「Bright Melody」 | Webアニメ『うまゆる』エンディングテーマ                                                       |
| 3月29日           | アニメ『うまゆる』アルバム                                                                              | スペシャルウィーク（和氣あず未）、サイレンススズカ（高野麻里佳）、トウカイテイオー（Machico）、マルゼンスキー（Lynn）、オグリキャップ（高柳知葉）、ゴールドシップ（上田瞳）、ウオッカ（大橋彩香）、ダイワスカーレット（木村千咲）、グラスワンダー（前田玲奈）、メジロマックイーン（大西沙織）、エルコンドルパサー（髙橋ミナミ）、テイエムオペラオー（徳井青空）、シンボリルドルフ（田所あずさ）、エアグルーヴ（青木瑠璃子）、アグネスデジタル（鈴木みのり）、セイウンスカイ（鬼頭明里）、ファインモーション（橋本ちなみ）、マヤノトップガン（星谷美緒）、ユキノビジン（山本希望）、アグネスタキオン（上坂すみれ）、イナリワン（井上遥乃）、ウイニングチケット（渡部優衣）、エアシャカール（津田美波）、トーセンジョーダン（鈴木絵理）、ナカヤマフェスタ（下地紫野）、ナリタタイシン（渡部恵子）、ハルウララ（首藤志奈）、マチカネフクキタル（新田ひより）、メイショウドトウ（和多田美咲）、キングヘイロー（佐伯伊織）、マチカネタンホイザ（遠野ひかる）、ダイタクヘリオス（山根綺）、ツインターボ（花井美春）、シリウスシンボリ（ファイルーズあい）、ツルマルツヨシ（青山吉能）、シンボリクリスエス（春川芽生）、タニノギムレット（松岡美里）、ハッピーミーク（吉咲みゆ） | 「うまぴょい伝説（Game Size）」 | Webアニメ『うまゆる』エンディングテーマ                                                       |
| 4月12日           | ロウワー/トリコロージュ                                                                                 | 25時、ナイトコードで。、MEIKO | 「ロウワー」 | ゲーム『プロジェクトセカイ カラフルステージ！ feat. 初音ミク』関連曲                          |
| 4月12日           | ロウワー/トリコロージュ                                                                                 | 25時、ナイトコードで。、初音ミク | 「トリコロージュ」 | ゲーム『プロジェクトセカイ カラフルステージ！ feat. 初音ミク』関連曲                          |
| 4月18日           | 『プリマドール 冬空花火／雪華文様』初回限定版特典オリジナルサウンドトラック                             | リリア（鈴木みのり） | 「冬空花火」 | ゲーム『プリマドール 冬空花火／雪華文様』関連曲                                               |
| 4月28日           | Be The MUSIC!                                                                                           | 「All Music MIKUdemy」一同 | 「Be The MUSIC!」 | ゲーム『プロジェクトセカイ カラフルステージ！ feat. 初音ミク』関連曲                          |
| 6月7日            | ノマド/バグ                                                                                             | 25時、ナイトコードで。、鏡音リン | 「ノマド」 | ゲーム『プロジェクトセカイ カラフルステージ！ feat. 初音ミク』関連曲                          |
| 6月7日            | ノマド/バグ                                                                                             | 25時、ナイトコードで。、鏡音レン | 「バグ」 | ゲーム『プロジェクトセカイ カラフルステージ！ feat. 初音ミク』関連曲                          |
| 7月26日           | プリンセスコネクト！Re:Dive PRICONNE CHARACTER SONG 34                                                  | ペコリーヌ（M・A・O）、コッコロ（伊藤美来）、キャル（立花理香）、リリ（鈴木みのり）、クリア（前田佳織里）、プレシア（高尾奏音） | 「Precious Journey」 | ゲーム『プリンセスコネクト！Re:Dive』第3部メインテーマ                                        |
| 8月23日           | THE IDOLM@STER CINDERELLA GIRLS STARLIGHT MASTER PLATINUM NUMBER 06 Isosceles                           | 小日向美穂（津田美波）、藤原肇（鈴木みのり） | 「Isosceles（M@STER VERSION）」 | ゲーム『アイドルマスター シンデレラガールズ スターライトステージ』関連曲                      |
| 8月23日           | THE IDOLM@STER CINDERELLA GIRLS STARLIGHT MASTER PLATINUM NUMBER 06 Isosceles                           | 藤原肇（鈴木みのり） | 「Isosceles（M@STER VERSION）」 | ゲーム『アイドルマスター シンデレラガールズ スターライトステージ』関連曲                      |
| 9月27日           | 君の夜をくれ/Iなんです                                                                                  | 25時、ナイトコードで。、巡音ルカ | 「君の夜をくれ」 | ゲーム『プロジェクトセカイ カラフルステージ！ feat. 初音ミク』関連曲                          |
| 9月27日           | 君の夜をくれ/Iなんです                                                                                  | 25時、ナイトコードで。、初音ミク | 「Iなんです」 | ゲーム『プロジェクトセカイ カラフルステージ！ feat. 初音ミク』関連曲                          |
| 11月8日           | ザムザ/キティ                                                                                           | 25時、ナイトコードで。、KAITO | 「ザムザ」 | ゲーム『プロジェクトセカイ カラフルステージ！ feat. 初音ミク』関連曲                          |
| 11月8日           | ザムザ/キティ                                                                                           | 25時、ナイトコードで。、鏡音レン | 「キティ」 | ゲーム『プロジェクトセカイ カラフルステージ！ feat. 初音ミク』関連曲                          |
| 12月27日          | RVR〜ライジングボルテッカーズラップ〜                                                                   | リコ（鈴木みのり）、ロイ（寺崎裕香）、フリード（八代拓）、オリオ（佐倉綾音）、マードック（三宅健太）、モリー（真堂圭）、ランドウ（塾一久）、ぐるみん（青山吉能） | 「RVR〜ライジングボルテッカーズラップ〜」 | テレビアニメ『ポケットモンスター (2023)』エンディングテーマ                                   |
| 12月27日          | RVR〜ライジングボルテッカーズラップ〜                                                                   | リコ（鈴木みのり）、ロイ（寺崎裕香）、フリード（八代拓） | 「RVR〜ライジングボルテッカーズラップ〜 - フリードVer.」 「RVR〜ライジングボルテッカーズラップ〜 - フリードVer. PART2」                                   | テレビアニメ『ポケットモンスター (2023)』エンディングテーマ                                   |
| 12月27日          | RVR〜ライジングボルテッカーズラップ〜                                                                   | リコ（鈴木みのり）、ロイ（寺崎裕香）、オリオ（佐倉綾音） | 「RVR〜ライジングボルテッカーズラップ〜 - オリオVer.」 「RVR〜ライジングボルテッカーズラップ〜 - オリオVer. PART2」                                       | テレビアニメ『ポケットモンスター (2023)』エンディングテーマ                                   |
| 12月27日          | RVR〜ライジングボルテッカーズラップ〜                                                                   | リコ（鈴木みのり）、ロイ（寺崎裕香）、マードック（三宅健太） | 「RVR〜ライジングボルテッカーズラップ〜 - マードックVer.」 「RVR〜ライジングボルテッカーズラップ〜 - マードックVer. PART2」                               | テレビアニメ『ポケットモンスター (2023)』エンディングテーマ                                   |
| 12月27日          | RVR〜ライジングボルテッカーズラップ〜                                                                   | リコ（鈴木みのり）、ロイ（寺崎裕香）、モリー（真堂圭） | 「RVR〜ライジングボルテッカーズラップ〜 - モリーVer.」 「RVR〜ライジングボルテッカーズラップ〜 - モリーVer. PART2」                                       | テレビアニメ『ポケットモンスター (2023)』エンディングテーマ                                   |
| 12月27日          | RVR〜ライジングボルテッカーズラップ〜                                                                   | リコ（鈴木みのり）、ロイ（寺崎裕香）、ランドウ（塾一久） | 「RVR〜ライジングボルテッカーズラップ〜 - ランドウVer.」 「RVR〜ライジングボルテッカーズラップ〜 - ランドウVer. PART2」                                   | テレビアニメ『ポケットモンスター (2023)』エンディングテーマ                                   |
| 12月27日          | RVR〜ライジングボルテッカーズラップ〜                                                                   | リコ（鈴木みのり）、ロイ（寺崎裕香）、ドット（青山吉能） | 「RVR〜ライジングボルテッカーズラップ〜 - ドットVer.」 | テレビアニメ『ポケットモンスター (2023)』エンディングテーマ                                   |
| 12月27日          | RVR〜ライジングボルテッカーズラップ〜                                                                   | リコ（鈴木みのり）、ロイ（寺崎裕香）、ぐるみん（青山吉能） | 「RVR〜ライジングボルテッカーズラップ〜 - ぐるみんVer.」                                                                                                  | テレビアニメ『ポケットモンスター (2023)』エンディングテーマ                                   |
| 2024年            | | | |                                                                                               |
| 1月10日           | 25時、ナイトコードで。 SEKAI ALBUM vol.2                                                                | 25時、ナイトコードで。、初音ミク | 「愛して愛して愛して」 | ゲーム『プロジェクトセカイ カラフルステージ！ feat. 初音ミク』関連曲                          |
| 1月10日           | 25時、ナイトコードで。 SEKAI ALBUM vol.2                                                                | 25時、ナイトコードで。、初音ミク | 「妄想感傷代償連盟」 | ゲーム『プロジェクトセカイ カラフルステージ！ feat. 初音ミク』関連曲                          |
| 1月10日           | 25時、ナイトコードで。 SEKAI ALBUM vol.2                                                                | 25時、ナイトコードで。、初音ミク | 「ジェヘナ」 | ゲーム『プロジェクトセカイ カラフルステージ！ feat. 初音ミク』関連曲                          |
| 1月10日           | 25時、ナイトコードで。 SEKAI ALBUM vol.2                                                                | 25時、ナイトコードで。、MEIKO | 「フォニイ」 「命ばっかり」 | ゲーム『プロジェクトセカイ カラフルステージ！ feat. 初音ミク』関連曲                          |
| 1月10日           | 25時、ナイトコードで。 SEKAI ALBUM vol.2                                                                | 25時、ナイトコードで。、初音ミク | 「ノンブレス・オブリージュ」 | ゲーム『プロジェクトセカイ カラフルステージ！ feat. 初音ミク』関連曲                          |
| 1月10日           | 25時、ナイトコードで。 SEKAI ALBUM vol.2                                                                | 25時、ナイトコードで。、巡音ルカ | 「それがあなたの幸せとしても」 | ゲーム『プロジェクトセカイ カラフルステージ！ feat. 初音ミク』関連曲                          |
| 1月10日           | 25時、ナイトコードで。 SEKAI ALBUM vol.2                                                                | 25時、ナイトコードで。、鏡音レン | 「アイロニ」 | ゲーム『プロジェクトセカイ カラフルステージ！ feat. 初音ミク』関連曲                          |
| 1月31日           | プリンセスコネクト！Re:Dive PRICONNE CHARACTER SONG 37                                                  | リリ（鈴木みのり）、クリア（前田佳織里）、プレシア（高尾奏音） | 「イリドロータス」 | ゲーム『プリンセスコネクト！Re:Dive』関連曲                                                   |
| 1月31日           | プリンセスコネクト！Re:Dive PRICONNE CHARACTER SONG 37                                                  | リリ（鈴木みのり） | 「イリドロータス」 | ゲーム『プリンセスコネクト！Re:Dive』関連曲                                                   |
| 5月22日           | プロジェクトセカイ カラフルステージ！ feat. 初音ミク アナザーボーカルアルバム 25時、ナイトコードで。    | 東雲絵名（鈴木みのり） | 「悔やむと書いてミライ」 「シャルル」 「携帯恋話」 「限りなく灰色へ」 「アイディスマイル」 「カナデトモスソラ」 「ビターチョコデコレーション」 「ベノム」 | ゲーム『プロジェクトセカイ カラフルステージ！ feat. 初音ミク』関連曲                          |
| 5月24日           | 劇場版『ウマ娘 プリティーダービー 新時代の扉』オリジナル・サウンドトラック                              | ジャングルポケット（藤本侑里）、アグネスタキオン（上坂すみれ）、マンハッタンカフェ（小倉唯）、ダンツフレーム（福嶋晴菜）、フジキセキ（松井恵理子）、テイエムオペラオー（徳井青空）、ナリタトップロード（中村カンナ）、メイショウドトウ（和多田美咲）、アドマイヤベガ（咲々木瞳）、オグリキャップ（高柳知葉）、ダイワスカーレット（木村千咲）、アグネスデジタル（鈴木みのり）、ユキノビジン（山本希望）、ライスシャワー（石見舞菜香）、エアシャカール（津田美波）、カレンチャン（篠原侑）、ゴールドシチー（香坂さき）、トーセンジョーダン（鈴木絵理）、ハルウララ（首藤志奈）、キングヘイロー（佐伯伊織）、ヒシミラクル（春日さくら） | 「うまぴょい伝説」 | 劇場アニメ『ウマ娘 プリティーダービー 新時代の扉』エンディングテーマ                          |
| 5月29日           | 演劇/25時の情熱                                                                                         | 25時、ナイトコードで。、巡音ルカ | 「演劇」 | ゲーム『プロジェクトセカイ カラフルステージ！ feat. 初音ミク』関連曲                          |
| 5月29日           | 演劇/25時の情熱                                                                                         | 25時、ナイトコードで。、KAITO | 「25時の情熱」 | ゲーム『プロジェクトセカイ カラフルステージ！ feat. 初音ミク』関連曲                          |
| 9月4日            | トワイライトライト/私は雨                                                                               | 25時、ナイトコードで。、初音ミク | 「トワイライトライト」 | ゲーム『プロジェクトセカイ カラフルステージ！ feat. 初音ミク』関連曲                          |
| 9月4日            | トワイライトライト/私は雨                                                                               | 25時、ナイトコードで。、鏡音レン | 「私は雨」 | ゲーム『プロジェクトセカイ カラフルステージ！ feat. 初音ミク』関連曲                          |
| 9月20日           | メダロットS オリジナルサウンドトラックCD第2弾-50128-                                                    | 輝夜ヒサキ（鈴木みのり） | 「Selene's Satisfaction!」 | スマートフォン向けゲームアプリ「メダロットS」関連曲                                           |
| 9月25日           | THE IDOLM@STER CINDERELLA GIRLS STARLIGHT MASTER CRYSTAL QUALIA 01 Fantasia for the Girls               | 久川颯（長江里加）、イヴ・サンタクロース（松永あかね）、白雪千夜（関口理咲）、神谷奈緒（松井恵理子）、藤原肇（鈴木みのり）、依田芳乃（高田憂希）、赤城みりあ（黒沢ともよ）、星輝子（松田颯水）、小早川紗枝（立花理香） | 「Fantasia for the Girls (M@STER VERSION)」 | ゲーム『アイドルマスター シンデレラガールズ スターライトステージ』関連曲                      |
| 9月25日           | THE IDOLM@STER CINDERELLA GIRLS STARLIGHT MASTER CRYSTAL QUALIA 01 Fantasia for the Girls               | 藤原肇（鈴木みのり） | 「Fantasia for the Girls (M@STER VERSION)」 | ゲーム『アイドルマスター シンデレラガールズ スターライトステージ』関連曲                      |
| 10月24日          | カルドアンシェル パッケージ限定版付属サウンドトラックCD                                                 | ラピス・ウェッジウッド（鈴木みのり） | そら色の祈り | ゲーム『カルドアンシェル』関連曲                                                              |
| 2025年            | | | |                                                                                               |
| 1月17日（2月7日） | そこに在る、光。                                                                                        | 25時、ナイトコードで。 | 「そこに在る、光。」 | 劇場アニメ『劇場版プロジェクトセカイ 壊れたセカイと歌えないミク』関連曲                       |
| 1月30日           | Worlders                                                                                                | バーチャル・シンガー、Leo/need、MORE MORE JUMP!、Vivid BAD SQUAD、ワンダーランズ×ショウタイム、25時、ナイトコードで。 | 「Worlders」 | 劇場アニメ『劇場版プロジェクトセカイ 壊れたセカイと歌えないミク』エンディングテーマ           |
| 2月21日           | 群青讃歌（劇場版プロジェクトセカイver.）                                                                | Leo/need、MORE MORE JUMP!、Vivid BAD SQUAD、ワンダーランズ×ショウタイム、25時、ナイトコードで。 | 「群青讃歌（劇場版プロジェクトセカイver.）」 | 劇場アニメ『劇場版プロジェクトセカイ 壊れたセカイと歌えないミク』挿入歌                       |
| 3月26日           | TVアニメ「全修。」Blu-ray第1巻 封入特典“劇伴集(CD)”                                                     | 超実在イグジスト（宮野真守）、メメルン（鈴木みのり） | 「僕は、超実在イグジストさ」 | テレビアニメ『全修。』挿入歌                                                                  |
| 3月31日           | サラマンダー                                                                                            | 東雲彰人（今井文也）、東雲絵名（鈴木みのり）、初音ミク | 「サラマンダー」 | 日清食品『カップヌードル』×『プロジェクトセカイ カラフルステージ！ feat. 初音ミク』コラボ楽曲 |
| 4月16日           | エンパープル/化けの花                                                                                   | 25時、ナイトコードで。、鏡音リン | 「エンパープル」 | ゲーム『プロジェクトセカイ カラフルステージ！ feat. 初音ミク』関連曲                          |
| 4月16日           | エンパープル/化けの花                                                                                   | 25時、ナイトコードで。、KAITO | 「化けの花」 | ゲーム『プロジェクトセカイ カラフルステージ！ feat. 初音ミク』関連曲                          |
| 5月14日           | 25時、ナイトコードで。 SEKAI ALBUM vol.3                                                                | 25時、ナイトコードで。、初音ミク | 「とても素敵な六月でした」 「神っぽいな」 「スロウダウナー」 「Bad Apple!! feat.SEKAI」 「マインドブランド」                                              | ゲーム『プロジェクトセカイ カラフルステージ！ feat. 初音ミク』関連曲                          |
| 5月14日           | 25時、ナイトコードで。 SEKAI ALBUM vol.3                                                                | 宵崎奏（楠木ともり）、東雲絵名（鈴木みのり）、巡音ルカ | 「キュートなカノジョ」 | ゲーム『プロジェクトセカイ カラフルステージ！ feat. 初音ミク』関連曲                          |
| 5月14日           | 25時、ナイトコードで。 SEKAI ALBUM vol.3                                                                | 25時、ナイトコードで。、鏡音リン | 「エンヴィーベイビー」 | ゲーム『プロジェクトセカイ カラフルステージ！ feat. 初音ミク』関連曲                          |
| 5月14日           | 25時、ナイトコードで。 SEKAI ALBUM vol.3                                                                | 朝比奈まふゆ（田辺留依）、東雲絵名（鈴木みのり）、初音ミク | 「ド屑」 | ゲーム『プロジェクトセカイ カラフルステージ！ feat. 初音ミク』関連曲                          |
| 5月14日           | 25時、ナイトコードで。 SEKAI ALBUM vol.3                                                                | 25時、ナイトコードで。、KAITO | 「熱異常」 | ゲーム『プロジェクトセカイ カラフルステージ！ feat. 初音ミク』関連曲                          |
| 7月9日            | ウマ娘 プリティーダービー WINNING LIVE 28                                                               | アグネスデジタル（鈴木みのり） | 「仰げば尊Mission!」 | ゲーム『ウマ娘 プリティーダービー』関連曲                                                     |
| 7月9日            | ウマ娘 プリティーダービー WINNING LIVE 28                                                               | ウマ娘 | 「うまぴょい伝説」 | ゲーム『ウマ娘 プリティーダービー』関連曲                                                     |
| 8月13日           | Promise by Moonlight 〜GRANBLUE FANTASY〜                                                               | ヤチマ（鈴木みのり）、レイベリィ(大塚明夫)、アランドゥーズ〈少年期〉(市川太一) | 「Promise by Moonlight」 | ゲーム『グランブルーファンタジー』関連曲                                                      |
| 8月28日           | ヴァレット／VARLET パッケージ予約特典スペシャルミニアルバムCD                                           | 有坂或花（鈴木みのり） | 「栞」 「グラスゴースマイル」 | ゲーム『ヴァレット／VARLET』関連曲                                                            |
| 10月15日          | 余花にみとれて/D/N/A                                                                                    | 25時、ナイトコードで。、MEIKO | 「余花にみとれて」 | ゲーム『プロジェクトセカイ カラフルステージ！ feat. 初音ミク』関連曲                          |
| 10月15日          | 余花にみとれて/D/N/A                                                                                    | 25時、ナイトコードで。、鏡音リン | 「D/N/A」 | ゲーム『プロジェクトセカイ カラフルステージ！ feat. 初音ミク』関連曲                          |

### その他参加作品
| 発売日 | 商品名 | 歌          | 楽曲                                          | 備考    |
| ------ | ------ | ----------- | --------------------------------------------- | ------- |
| -      | -      | NEXT SMILE! | 「GOOD SMILE BRINGS FUTURE -NEXT SMILE!ver-」 | [ 192 ] |

## ライブ・イベント

### 合同ライブ
| 出演日              | タイトル                                                                                          | 会場                                            |
| ------------------- | ------------------------------------------------------------------------------------------------- | ----------------------------------------------- |
| 2018年5月27日       | @JAM 2018                                                                                         | Zepp DiverCity(TOKYO)                           |
| 2018年7月22日       | BILIBILI WORLD 2018                                                                               | 上海 万博展覧館                                 |
| 2018年7月29日       | ANISON DREAM STAGE 2018                                                                           | 九龍湾国際展貿中心（香港）                      |
| 2018年8月26日       | Animelo Summer Live 2018 “OK!”                                                                    | さいたまスーパーアリーナ                        |
| 2018年9月8日・9日   | THE IDOLM@STER CINDERELLA GIRLS SS3A Live Sound Booth♪                                            | ヤマダグリーンドーム前橋                        |
| 2018年10月22日      | Anison Days Festival 〜アニメフィルムフェスティバル東京2018×Anison Days〜                         | 新宿BLAZE                                       |
| 2018年12月1日・2日  | THE IDOLM@STER CINDERELLA GIRLS 6thLIVE MERRY-GO-ROUNDOME!!!                                      | ナゴヤドーム                                    |
| 2018年12月6日       | CygamesFes2018 アイドルマスター シンデレラガールズ 7th Anniversary Memorial STAGE!!               | 幕張メッセ国際展示場                            |
| 2019年1月19日       | ANIMAX MUSIX 2019 OSAKA supported byひかりTV                                                      | 大阪城ホール                                    |
| 2019年1月27日       | リスアニ！LIVE 2019                                                                               | 日本武道館                                      |
| 2019年8月31日       | Animelo Summer Live 2019 -STORY-                                                                  | さいたまスーパーアリーナ                        |
| 2019年10月5日       | フライングドッグ10周年記念LIVE―犬フェス2！―                                                       | 豊洲PIT                                         |
| 2019年10月20日      | リスアニ！LIVE TAIWAN 2019                                                                        | TICC（台湾）                                    |
| 2019年10月27日      | ANIMAX MUSIX 2019 KOBE                                                                            | 神戸ワールド記念ホール                          |
| 2019年11月9日・10日 | THE IDOLM@STER CINDERELLA GIRLS 7thLIVE TOUR Special 3chord♪ Funky Dancing!                       | ナゴヤドーム                                    |
| 2019年12月22日      | BiliBili WORLD 2019 成都                                                                          | 成都世纪城新国际会展中心                        |
| 2019年12月31日      | NAGASHIMA COUNTDOWN & NEWYEAR’S PARTY 2020                                                        | ナガシマスパーランド 大観覧車オーロラ前特設会場 |
| 2021年1月9日        | THE IDOLM@STER CINDERELLA GIRLS Broadcast & LIVE Happy New Yell!!!                                | 幕張メッセ国際展示場（ライブ配信）              |
| 2021年3月14日       | Animelo Summer Night Ⅱ in Billboard Live                                                          | Billboard Live YOKOHAMA（ライブ配信）           |
| 2021年4月25日       | REIJINGSIGNAL PARTY〜おいでマモーレ達！今夜のご馳走はキミだ！〜                                   | サイエンスホール                                |
| 2021年8月29日       | Animelo Summer Live 2021 -COLORS-                                                                 | さいたまスーパーアリーナ                        |
| 2021年10月3日       | TVアニメ「SHOW BY ROCK!!STARS!!」ガールズバンドふぇす!!2021                                       | 立川ステージガーデン                            |
| 2022年1月22日       | リスアニ！LIVE 2022                                                                               | 日本武道館                                      |
| 2022年1月29日・30日 | THE IDOLM@STER CINDERELLA GIRLS 10th ANNIVERSARY M@GICAL WONDERLAND TOUR!!! Tropical Land         | ライブ配信（ASOBISTAGE）                        |
| 2022年4月2日        | THE IDOLM@STER CINDERELLA GIRLS 10th ANNIVERSARY M@GICAL WONDERLAND!!!                            | ベルーナドーム                                  |
| 2022年5月4日        | ウマ娘 プリティーダービー 4th EVENT「SPECIAL DREAMERS!!」                                         | ぴあアリーナMM                                  |
| 2022年6月11日       | Project SEKAI セカイシンフォニー2022                                                              | パシフィコ横浜 国立大ホール                     |
| 2022年8月28日       | Animelo Summer Live 2022 -Sparkle-                                                                | さいたまスーパーアリーナ                        |
| 2022年9月3日・4日   | THE IDOLM@STER CINDERELLA GIRLS LIKE4LIVE #cg_ootd                                                | 日本ガイシホール                                |
| 2022年11月19日      | ANIMAX MUSIX 2022                                                                                 | 横浜アリーナ                                    |
| 2023年1月27日       | リスアニ！LIVE 2023                                                                               | 日本武道館                                      |
| 2023年2月12日       | THE IDOLM@STER M@STERS OF IDOL WORLD!!!!! 2023                                                    | 東京ドーム                                      |
| 2023年7月15日       | ウマ娘 プリティーダービー 5th EVENT ARENA TOUR 「GO BEYOND」                                      | ぴあアリーナMM                                  |
| 2024年3月10日       | THE IDOLM@STER CINDERELLA GIRLS UNIT LIVE TOUR ConnecTrip! 岩手公演                               | トーサイクラシックホール岩手                    |
| 2024年9月14日・15日 | THE IDOLM@STER CINDERELLA GIRLS STARLIGHT FANTASY                                                 | Kアリーナ                                       |
| 2024年11月8日       | IDOL SQUARE 6                                                                                     | TOKYO DOME CITY HALL                            |
| 2025年6月28日・29日 | THE IDOLM@STER CINDERELLA GIRLS STARLIGHT STAGE 10th ANNIVERSARY TOUR Let’s AMUSEMENT!!! 福岡公演 | マリンメッセ福岡                                |
| 2025年7月21日       | THE IDOLM@STER 20th anniversary ORCHESTRA CONCERT SYMPHONY OF BRILLIANT STARS 夜公演              | パシフィコ横浜 国立大ホール                     |

## 書籍

### フォトブック
- 鈴木みのり『全力放題』 2020年12月3日発売、太田出版、ISBN 978-4-7783-1730-0